# Орнары
Орна́ры (чув. Урнар) — деревня в Урмарском районе Чувашской Республики. Входит в Большеяниковское сельское поселение.

## История
Как пишет Я. Н. Зайцев в книге «Лета и лица Урмарской землицы», «Из Буртас выделилось несколько деревень — сначала Шибулатово, затем Ыхра-Сирма. Из последней впоследствии выделились две деревни: Саруй и Орнары».

В документах ранее деревня упоминается как Буртас (Орнары).

По сведениям 1859 года Цивильского уезда Казанской губернии (издан Центральным статистическим комитетом Министерства внутренних дел. Санкт-Петербург, 1866 г.):
| Название населенных пунктов | Положение                 | Число дворов | Число мужчин | Число женщин |
| --------------------------- | ------------------------- | ------------ | ------------ | ------------ |
| Буртас (Орнары)             | при ключе Мунь-сют-Ихакай | 114          | 322          | 303          |

По сведениям 1902 года в деревне было 202 двора, 513 мужчин и 536 женщин.

На 1902 год были следующие промысловые заведения в деревне:
| Название заведений            | Доходность в руб | Владелец заведения | Год основания |
| ----------------------------- | ---------------- | ------------------ | ------------- |
| Ветряные мукомольные мельницы | 250              | М.Александров      | 1897          |
| Водяные мельницы              | 225              | А.Мольков          | 1880          |
| Портняжное                    | 20               | Н.Гаврилов         | 1886          |
| Плотничное                    | 20               | Я.Андроников       | 1889          |
| Пильное                       | 18               | Е.Гордеев          | 1884          |
| Стекольное                    | 20               | М.Ефимов           | 1885          |

По сведениям Цивильского уезда Казанской губернии на 1917 год деревня Орнары входила в состав Яниково-Шоркистринской волости.

По состоянию на 1930 год деревня находилась в составе Орнарского сельского совета и в 1930 году в деревне образован колхоз «Победитель».
По состоянию на 01 мая 1981 года деревня находится в составе Шористринского сельского совета и в составе совхоза «Авангард».

## Образование
В 1881 году по донесению Яниково-Шоркистринского волостного правления было грамотных по волости 19 человек, в том числе в д. Буртасы (Орнары) 4 мужчин.

### Школа грамоты
Школа грамоты открылась 15 ноября 1884 г. В 1889 г. в ней обучалось 20 мальчиков. По данным 1892 года школу посещало 28 мальчиков и 4 девочки. Школа помещалась в наемном помещении. Учителем работал Александр Краснов. После 1903 г. школа закрылась из-за отказа сельского общества выделять средства на её содержание.

### Земское училище
Стремясь восстановить школу, священник с. Буртасы Г. В. Васильев неоднократно собирал сходы, убеждая крестьян ходатайствовать перед земством об открытии земского училища. Наконец, крестьяне вняли уговорам и приняли решение выделить под школу одну десятину земли и ассигновать 300 рублей на постройку её здания.

Земское начальное сельское училище в Орнарах открылось 15 сентября 1906 г. Первым учителем был Г. В. Черновский. Его сменил А. М. Овечкин в 1908 г. Материальная база училища была плачевная — на 90 учеников имелось всего 15 парт. В 1911 году из-за большого наплыва учеников был назначен второй учитель Б.Греков.

Училище размещалось в собственном деревянном здании под железной крышей. При школе имелась квартира для учителя, приусадебный участок.
В 1915-16 учебном году в школе училось 97 детей, из них трое русских, 94 — чуваш.

При школе имелась столовая для учеников. Она располагалась в доме крестьянина Василия Абрамова.

## Археологические памятники
Курган «Улăп тăпри» около д. Орнары на берегу реки Средний Аниш у оврага «Киреметь çырми»: высота 1 м, площадь 180 м², охранная зона шириной в 2 м.